# 6533 Джіусеппіна
6533 Джіусеппіна (6533 Giuseppina) — астероїд головного поясу, відкритий 24 лютого 1995 року.
Тіссеранів параметр щодо Юпітера — 3,285.